# أليس جيل إدواردز
أليس جيل إدواردز محامية وباحثة أسترالية. وهي المقررة الخاصة للأمم المتحدة بمسألة التعذيب وغيره من ضروب المعاملة أو العقوبة القاسية أو اللاإنسانية أو المهينة.

## حياتها المبكرة
ولدت إدواردز في أستراليا وحصلت على درجة البكالوريوس من جامعة تسمانيا. لاحقًا حصلت على ماجستير في القانون من جامعة نوتنغهام والدبلوم في القانون الدولي والمقارن من المعهد الدولي لحقوق الإنسان في فرنسا.
عادت إلى أستراليا وحصلت على درجة الدكتوراه في القانون الدولي العام من الجامعة الوطنية الأسترالية. عملت سابقًا لدى منظمة العفو الدولية ومنظمة غير حكومية مقرها موزمبيق.

## حياتها المهنية
تم تعيينها كمقررة خاصة للأمم المتحدة بشأن التعذيب وغيره من ضروب المعاملة أو العقوبة القاسية أو اللاإنسانية أو المهينة في يوليو 2022، وباشرت منصبها في أغسطس 2022. 
في تقرير قدمته إلى الأمم المتحدة في مارس 2023، ذكرت إدواردز أن "الواجب الوطني للتحقيق في التعذيب لا يتم تنفيذه على نحو كاف على المستوى العالمي بشكل مثير للقلق". وشجعت البلدان على بذل المزيد من الجهود للتحقيق في مزاعم التعذيب. 
قامت بالتحقيق في التعذيب في سياق الحرب الروسية الأوكرانية . 
كانت صريحة في موقفها فيما يتعلق بالصراع المسلح بين المقاومة الفلسطينية في قطاع غزة وإسرائيل، داعية إلى المساءلة عن جميع الجرائم الدولية.  وأدانت الهجمات التي نفذتها حماس وجماعات مسلحة أخرى في 7 أكتوبر 2023، ودعت إلى إطلاق سراح الأسرى الإسرائيليين. 
كانت من أوائل الذين اعترفوا بحجم الفظائع بما في ذلك عمليات القتل الجماعي والأعمال التي تصل إلى حد التعذيب بما في ذلك التعذيب الجنسي.  ودعت إلى إجراء تحقيق في مزاعم سوء المعاملة والتعذيب التي تمارسها السلطات الإسرائيلية ضد الفلسطينيين.    ومع ذلك فقد تعرضت لانتقادات بسبب فشلها في إثارة قضايا التعذيب الإسرائيلي، وتقليص التقارير عن العنف الجنسي الإسرائيلي ضد الفلسطينيين. 
في عام 2024 تم ترشيحها لجائزة أسترالية العام.